# 水原みその
水原 みその（みずはら みその、2000年9月15日 - ）は、日本のAV女優。サミット所属。

## 略歴
2021年デビュー。2024年9月23日週FANZA通販ランキングで『美爆乳104cm「Jカップ」ナースが入院中で発散出来ない性欲を優しく包み込んで癒してくれる秘密のおっぱい看護SEX 水原みその』（h.m.p）が初登場8位ランクイン。
同年10月28日週FANZA通販ランキングにおいて、出演した『エロかわ女子〇生が夢のご奉仕 学園祭爆乳ソープランド 学園祭の出し物はまさかの担任先生も容認 性風俗店!?』（桃太郎映像出版）が初登場9位にランクイン。

## 人物
- 2023年6月22日、ファンを自称する男性にコンビニの外で待ち伏せされ、声をかけられたことをツイッターで明かした[4]。

## 映像作品

### アダルトDVD
- 生きてるだけでエンターテイメント！エッチも超好き！！ 常に笑顔のハイテンションJcupカフェ店員さんがセクシー女優になりたくて笑い声が喘ぎ声に変わる潮吹きまくりイキまくりAVデビュー！！（8月13日、E-BODY）
- カフェ店員からAV女優に転職したJcup巨乳が初めて挑戦！ご奉仕新人ソープ（8月19日、OPPAI）
- 泥●してヘラヘラした新人巨乳OLと上司がホテルのミスに装った相部屋で出勤直前までひたすらハメ狂い（9月7日、kawaii）
- Hカップぽっちゃり美容部員セフレみそのが癒し可愛すぎるんだが（10月5日、パコパコ団とゆかいな仲間たち/妄想族）
- Jカップ神爆乳 Boin「水原みその」Box 帰ってきたボインマスター！巨乳マニア垂涎の揉んで舐めて吸って挟んで揺らす乳フェチプレイバイブル（10月19日、ABC/妄想族）
- むっちり爆乳な制服美少女の放課後中出しアルバイト（10月19日、Fitch）
- 「あいつが母と結婚した理由は私でした」 妻が帰省した一週間早熟な巨乳連れ子を絶倫チ○ポでピストン調教（11月16日、OPPAI）
- 神爆乳Jカップ魅力を最大限に引き出す！厳選！6シチュエーション Boin「水原みその」Box2 フェチの方は【自信作】是非ご覧下さい（11月16日、ABC/妄想族）
- 絶対にナマで連射させてくれる連続中出しソープ 水原みその（11月23日、本中）
- 水原みその 爆乳逆バニートランスフォーム（11月23日、CRYSTAL映像）
- 大嫌いなゲス上司の粘着おっぱいハラスメントに逆らえなくて… 乳首ビンビンで揉みイキする女子社員へ中出し強要（12月7日、MOODYZ）
- いつもマイクロビキニで無防備な妹に痴女られて強●中出しさせられた僕。（12月7日、BeFree）
- 逆バニー風俗で働き始めた巨乳幼馴染の練習台になったら毎日金玉がカラッポになるまで早漏ち○ぽをヌかれまくった。（12月7日、ルナティックス）
- 最低10発はヌクッ！！巨乳を震わせながらイキまくる何発でも中出しOKの巨乳媚薬サロン 水原みその（12月14日、unfinished）
- 水原みその Jカップ爆乳パイズリ逆バニー！！エビ反り！！潮吹き！！杭打ち！！連続中出し！！（12月14日、CRYSTAL映像）
- ド淫乱なW爆乳むっちり姉妹が客を喰いまくる逆3Pスナック！ 水原みその 吉根ゆりあ（12月21日、Fitch）
- Jカップ神爆乳！ママの大きなおっぱいは僕のモノ みそのママが愛情たっぷりで僕の願望を叶える物語（12月21日、ABC/妄想族）
- 終電逃して泊りにきた巨乳後輩たちが金曜夜から月曜朝まで精子残量0確定の追撃無限挟み撃ち！ 水原みその 小梅えな（12月21日、OPPAI）
- おっぱい大き過ぎて制服がパツパツで大炎上！ネットで噂のバスト101cmJカップ制服が似合いすぎる爆乳美少女と痴女性交（12月21日、ゾクゾク娘/妄想族）
- 彼女の妹に愛されすぎてこっそり子作り性活（12月28日、本中）

- 生徒のノーブラおっぱいに我慢出来ずラブホでむちゃくちゃセックスしてしまった。（1月4日、BeFree）
- ド田舎の放課後は暇すぎて悪ノリ乳ビッ痴はチ○ポイジりしかヤルことない！ 毎日10発射精で遊ばれる担任の僕… 水原みその 小梅えな（1月4日、MOODYZ）
- 町内会専用肉便器巨乳妻（1月4日、グローリークエスト）
- 美人女教師の彼女はクラスの担任で部活の顧問でボクの恋人～年上彼女と朝から晩まで禁断情熱中出しSEX～（1月18日、女神）
- 金欠中の地味巨乳同級生がおっパブでバイトしたら性欲が溜まりすぎて勝手に裏オプ生本番！その後、店外で奪い合い逆3P中出し（1月18日、MOODYZ）
- 彼女のお姉さんは巨乳と中出しOKで僕を誘惑 水原みその（1月18日、OPPAI）
- いきなりMcup×Jcup逆ナン 超乳モンスター痴女の肉感サンドイッチハーレム 吉根ゆりあ 水原みその（1月18日、E-BODY）
- 水原みその 教え子の巨乳女子を自宅で強●わいせつ（1月15日、CRYSTAL映像）
- 可愛い顔してデカ尻！！ 水原みその（1月18日、MARRION）
- なにかと姉と妹に乳挟みにされて困っています。 水原みその 姫咲はな（2月1日、kawaii）
- 水原みその 悔しいことに先生のデカチンとの相性は抜群でした 死ぬほど嫌いな先生に…泣きたくなるほどイカされて…（2月8日、CRYSTAL映像）
- 私のえちえち爆乳買って下さい。～爆乳サブスク始めたパイ活ヤリマン女子（2月8日、CRYSTAL映像）
- 色白Jcup制服少女 円光で汚部屋軟禁 中年オヤジの執拗な乳首弄りと救いのない中出し20発（2月15日、E-BODY）
- 中学時代めちゃ巨乳と有名だったみそのが同窓会で終電を逃し僕の家に来て…より成長した爆乳とマ○コで精子を搾り取られ続けたボク（2月15日、Fitch）
- 薄汚中年じじいに毎日毎日巨乳を揉みしだき調教され、乳首イキ堕ちした美人教師（2月22日、ダスッ!）
- 幼い頃から牛乳を飲ませてきた何発でも中出しOKの義理の娘がJカップ爆乳に成長したので絶倫種付け男のマンション宅に派遣します。（2月22日、本中）
- 都合のイイ地味メガネ巨乳 乳首ビンビンいいなり後輩OLムチムチボディを揉みまくり朝まで、何度も、中出し交遊録。 水原みその 稲場るか（3月1日、MOODYZ）
- 近所のはみ尻ミニスカ女子○生の無意識パンモロ挑発に我慢できず大人のデカチン肉打ちピストンで絶頂しても止めずに追撃中出しした。（3月1日、ルナティックス）
- 夫が仕事に行ってる昼間に近所の男達に調教されまくるえげつないデカ乳デカ尻発情M婦人（3月8日、JET映像）
- 隣の変態大家におっぱいを揉まれ毎日犯●れてます 水原みその（3月8日、unfinished）
- 【妄想主観】呼べばすぐ来るいいなりセフレお貸しします（3月9日、エロタイム）
- 妹レンタル。水原みその（3月11日、ティーチャー/妄想族）
- Jcup爆乳×激震肉弾パイ圧「水原みその」が汗だくで中出し限界セックス！（3月22日、TEPPEN）
- 客の聞き間違いでおっぱい定額揉み放題＆ちんちん定額挿れ放題になったカフェの巨乳店員（3月22日、HHHグループ）
- 男に迫られると股間を濡らして開く 断り切れない肉感ボディ巨乳尻M妻 爆乳とデカ尻を責められてイキまくるマゾ奥様（3月22日、熟女はつらいよ/熟女卍）
- 下品すぎるJカップの愛人が部下と結婚前に膣汁飛び散る気狂い中出しで子づくりする托卵温泉旅行（3月24日、サディスティックヴィレッジ）
- 【4K】マスク女子 爆乳みその 見た目も性格も癒しが過ぎるJカップと恥じらいハメ撮り（3月26日、CRYSTAL映像）
- 僕の挑発を真に受けた幼馴染がパンツの布越しに先っぽ2cmだけ焦らして挿入してきたら…（4月5日、BeFree）
- 淫行教師の催●セイ活指導録 藤宮恵編 オナペットJ○を常識改変で孕ませる 人気サークル『グレートキャニオン』傑作シリーズ実写化…（4月5日、ムーディーズ）
- 夢の肉感コラボ！大人気同人コミックのシリーズ第2弾を遂に実写化！！ 同じクラスになった無防備・無抵抗巨乳美少女すみれちゃんにヤリたい放題な新学期（4月5日、Fitch）
- 可愛がっていた後輩に爆乳の僕の彼女が寝取られて性処理ペットにされていた（4月7日、BABE）
- 発射無制限 おっぱいファン感謝祭 水原みその（Jカップ）のモンスター級デカパイを自由に使ってヌいて下さい！（4月12日、HHH グループ）
- 下着メーカーに就職したら女性社員3人が全員爆乳でエロ過ぎて、ところかまわずヤリたい放題！パイずり＆中出し11発射！（4月12日、unfinished）
- 巨乳少女に猥褻衣装を着せて帰らせない監禁キメセク潮吹き汗だくアクメ（4月19日、OPPAI）
- デカぱい過ぎるパイマネとパコパコ野球部（4月19日、ドグマ）
- いもうとケータリングサービス 爆乳インパクト編～豊満柔肌のふわふわJカップぽちゃカワ天使～水原みその（4月19日、桃太郎）
- パイズリスター誕生 みんな待ってた！水原みそのBESTパイズリ挟射（5月1日、シネマユニット・ガス）
- はだかの家政婦 全裸家政婦紹介所 水原みその（5月5日、ブラネットプロジェクト）
- 完全主観 ヤリたい放題のカラダ むっちりJカップ101cmいいなりセフレお貸しします。水原みその 01（5月10日、宇宙企画）
- いいなり！おねだり！僕専用神乳メイドがJcupで癒やしの奉仕！Boin「水原みその」Box3（5月17日、ABC/妄想族）
- デカパイ少女 虐め倶楽部 水原みその（5月17日、ドグマ）
- 【妄想主観】絶対服従排卵日ご奉仕メイドと子作り性交 水原みその（5月17日、エロタイム）
- こんなドエロ女に誘惑されたら もうワシ我慢でけへんわ！！ いっぱいオイルでぬーるぬる！爆ヌキ鬼どぴゅトランス性交（5月24日、ダスッ!）
- みそののオッパイ好きですか？誰もが目を引くJcup神乳（カミパイ）！ 水原みその（5月24日、カミパイ）
- 母親の再婚相手のオジサンに毎日レ●プされています。 水原みその（6月7日、龍縛）
- 絶倫すぎるボクのチ○ポが早漏彼氏に不満な爆乳デリヘル嬢にドストライク！勝手に延長！そのまま3日間巣ごもり無制限中出し！（6月7日、ムーディーズ）
- アシコイ～僕は図書室で見かけたあの子に足コキされた～（6月9日、ROCKET）
- ハイレグ・ムチムチスケスケFUCK（6月21日、ミル）
- 家族でワタシだけが巨乳で…父親に母の浮気で出来た子供と思い込まれて来る日も来る日も嫉妬中出しで犯●れ続けてます。（6月21日、ムーディーズ）
- 笑顔のむっちり爆乳天使！バスト100cmJカップ水原みその8時間BEST（6月21日、Fitch）※女優ベスト
- 「そんなにおっぱいが好きなら懲りるまで私が無限に挟む！」借金しておっパブ通いするボクに義姉が激怒！追撃睨まれパイズリ挟射 水原みその（6月21日、OPPAI）
- ラブホお泊り女子会デカ乳逆バニーハーレム 全裸よりエロい格好をしたコスプレサークルの同期たちに朝が来るまで寝ずに9回射精させられ続けたカメコの僕 姫咲はな 水原みその 神坂朋子（6月21日、E-BODY）
- 巨乳デリヘル 水原みその（6月21日、ゲインコーポレーション）
- 肉好きのボクにしか撮れない 水原みそのラブラブハメ撮り（7月1日、シネマユニット・ガス）
- 女子交性 ハメ撮りジャンクション。 vol.18（7月1日、DOC）
- 水原みそのの爆乳劇場Jcup！101cm（7月5日、マラカス）
- 【妄想主観】乳首こねくりっぱなし！痴女美少女出張回春リフレ 水原みその（7月5日、エロタイム）
- 白衣の爆乳Jcup天使 ナースコールで始まる秘密のおっぱい看護 爆乳吸って元気一杯！ Boin「水原みその」Box4（7月8日、ABC/妄想族）
- SUPER FISHEYE FETISHISM 迫力興奮蜜写 エロコス肉感BODY（7月12日、AVSCollector’s）
- 制服回春 密着施術で搾り抜く小悪魔痴女の連射保証メンズエステ（7月19日、ムーディーズ）
- W巨乳人妻に毎日密着乳まみれで痴女られる挟み撃ちマンションに引っ越してきた僕… 水原みその 浜崎真緒（7月19日、OPPAI）
- 爆乳ビッチ親子デリヘルを派遣します。遺伝子相性バツグンのW肉弾パイズリ逆3Pで何度でも中出しOK 宝田もなみ 水原みその（7月19日、本中）
- 完全着衣 ハイレグコスプレFUCK（7月19日、ミル）
- 彼女の姉はバストJカップ 彼女が帰省中の間、神乳お姉さんと一晩中ヤリまくった（8月5日、h.m.p）
- 水原みその8時間BEST（8月16日、OPPAI）
- W巨乳奴● 水原みその/有岡みう（8月16日、グローリークエスト）
- 素人限定！出張おっぱい中出しソープ（8月16日、Materiall）
- 無類のデカ乳狂いサイコパス肉欲輪● 水原みその（8月23日、AVSCollector’s）
- Jカップ娘と同棲おっぱい性活 頼まれたら断れない！都合のイイ彼女と乳三昧、寝取らせハメまくりの1週間日記 Boin「水原みその」Box5（9月6日、ABC/妄想族）
- 肉食系W白バニー痴女オッパイ挟み撃ちで強●連射！ダブルブッキング奪い合い逆3Pハーレム 水原みその 田中ねね（9月6日、ワンズファクトリー）
- 新放課後痴女美少女回春リフレクソロジーSpecial（9月13日、宇宙企画）
- 隣に越してきた豊満な巨乳人妻を強●乳首開発して変態マゾ狂い女に仕上げてやった（9月20日、ムーディーズ）
- 国宝級おっぱい！水原みそのの青空ぶっかけファン感謝祭 素人男性たちを全力おもてなし！ザーメン抜きまくりツアー パイズリ・ぶっかけ・生中出し！合計38発（9月20日、ディープス）
- 残業中、2人きりの社内でセクハラしても断れない押しに弱いパツパツスーツの巨乳後輩に毎日ぶっかけセクハラしてデカパイとおま○こで性処理しています。（10月4日、ルナティックス）
- 危険日直撃！！子作りできるソープランド41 水原みその（10月6日、Mr.michiru）
- 僕にハーレムセフレができた理由 童貞君が巨乳ギャルとまさかのハーレム-実写版- 美園和花 水原みその 初愛ねんね（10月11日、HHHグループ）
- Jcup×2 メガトン級のキャスト在籍 超わがままボディで搾り取るじゅぽヌキ風俗（10月11日、ケイ・エム・プロデュース）
- 部下の自慢の色白爆乳彼女に3日間ずっと生ハメしまくって何度も中出しした（実話）（10月18日、ディープス）
- いいなり超乳無責任中出し 呼べばすぐ来る都合のいいセフレ こいつ俺に惚れてるからやりたい放題よw（10月18日、ABC/妄想族）
- 新「ちょ、待っ、え！こんなところで！？」 バレたらマズい場所で美少女がチ●ポをエッチに抜きまくり！7（11月11日、DOC）
- オイルマニア 水原みその（12月5日、プラネットプラス）
- バスト101cm爆乳Jcup 水原みその 可愛いSEX傑作集Memorial Sweet BEST4時間（12月13日、宇宙企画）
- 「あの、勃起してません？」パーソナルトーレーナーを逆3P誘惑する爆乳爆尻姉妹（12月22日、Materiall）

- アナル舐めさせナマ中出しを誘う爆尻ビッチ女上司 肛門クンニで窒息させてW杭打ち 水原みその 松本菜奈実（1月3日、ムーディーズ）
- Jカップ神爆乳を好き放題！ 水原みその 8タイトルノーカット16時間BEST（1月3日、ABC/妄想族）
- すまいる柔乳Jカップ水原みその 本中初ベスト！（1月24日、本中）※女優ベスト
- 性欲絶倫女子中出しOKアルバイト 水原みその（2月5日、プラネットプラス）
- え！？こんな所でパイズリ！？男潮まで吹かされる金玉カラッポ追撃挟射デート（2月21日、OPPAI）
- 365日発情しっぱなしのJカップ爆乳幼馴染に誘惑され、金玉すっからかんになるまで無限射精させられた！（2月21日、犬/妄想族）
- 小悪魔挑発と柔肉が堪らないむっちりパンチラMANIAX（3月7日、Fitch）
- 巨乳の彼女ができた義弟の童貞卒業を阻止したいブラコンお姉ちゃんが初デートの前日にお風呂乱入！ 次の日勃起できなくなるほど精子抜きまくる嫉妬パイズリ（3月7日、ムーディーズ）
- 喘ぎ声がうるさい隣のスケベ巨乳人妻が謝罪に来たので乳輪貞操させて俺だけの専属乳首にしてやった（3月9日、電脳ラスプーチン）
- Jcup爆乳を顔に押しつけてくる歯科助手 こっそり癒やしのおっぱいサービス＆性交治療！ Boin「水原みその」Box6（3月14日、ABC/妄想族）
- 引っ越した部屋の隣がヌキありエステのプレイルームだった！漏れるギシアン声にクレームつけたら「お願いだから管理会社には言わないで…」と謝罪パイズリ＆口止め代わりのプルルンSEXでヌキ放題の永久無料サービス！（3月14日、アリスJAPAN）
- THE ドキュメント 本能丸出しでする絶頂SEX 色白ムッチリ巨乳若妻快楽トリップ乱交交尾 水原みその（3月21日、美人魔女/エマニエル）
- Jcup夢のW爆乳ハーレム あなたの欲望叶えます！エロコス＆癒しの乳フェチプレイで大昇天！ Boin「水原みその＆聖璃とあ」Box（4月11日、ABC/妄想族）
- 亀頭と乳首をダブルでグリ責め！巨乳ナースの昇天メスイキ痴療エステ（4月11日、BAZOOKA）
- 狙われる下着メーカーJcup女子社員！爆乳ハラスメント Boin「水原みその」Box7（5月23日、ABC/妄想族）
- 超密着接写 色白柔乳爆乳豊満ハメ狂い 水原みその（5月23日、AVSCollector’s）
- 巨乳カフェ店員の無防備な胸チラ誘惑に 勃起が抑えきれず襲ったら逆に超むっつり絶倫で毎日中出しねだられて… 水原みその（6月6日、マキシング）
- 爆乳温泉痴女姉妹JカップIカップ（6月9日、ま○こ銀行）
- Jカップ仏乳美女がハマる性感ぬるぬる絶頂オイルマッサージ 水原みその（6月16日、FunCity）
- 無職の僕を励ましてくれる優しくてボインな恩師の妻 水原みその（7月4日、熟女大学/熟女卍）
- ノーブラで家をうろつく爆乳連れ子3姉妹を説教したら…密着度300％ムチムチ包囲でヤリ返されてしまった… 立場逆転中出しハーレム 姫咲はな 水原みその 菊池まや（7月4日、ムーディーズ）
- みそのちゃんの爆乳ぬるテカフルコースFUCK 03 水原みその（7月11日、ムチムッチ） * にっこり笑顔のむっちり爆乳！100cmJカップ水原みそのパイズリ挟射ラッシュBEST（7月18日、OPPAI）※女優ベスト
- 入店したての未経験新人ボインちゃんにパイズリフェラから挿入までエグい裏オプ教え込んで男を虜にする神メンエス嬢養成講習3P 夕季ちとせ・水原みその（7月28日、アリスJAPAN）
- 絶頂エクスタシー！！ 何回もイカさせられた巨乳ドマゾ系 10人（8月1日、桃太郎）
- 退屈をふっ飛ばせ！ド田舎に帰省してきた都会のむっちり巨乳ギャルに夏が終わるまで痴女られまくった！（8月15日、グローリークエスト）
- ドクハラ乳房検診 変態医師に爆乳を悪戯され弄ばれるJカップ中出し入院生活 Boin「水原みその」Box8（8月22日、ABC/妄想族）
- 僕にハーレムセフレができた理由2 弄んでくれるセフレギャルから【オナ禁】指令-実写版- 美園和花 水原みその 姫咲はな 宝田もなみ（8月22日、HHHグループ）
- SUPER FISHEYE FETISHISM 迫力興奮蜜写 デカ乳＆デカ尻むちむちW肉感どスケベBODY AVSA-260（8月22日、AVSCollector’s）
- 新生活は欲求不満の爆乳人妻に日替わりで誘惑される毎日ヤリまくりマンション（8月22日、ケイ・エム・プロデュース）
- 淫乱ダブルセラピストの肉感MAX爆乳サンドイッチ3Pの超濃厚過剰サービスで金玉スッカラカンになるまで連続生中出し！ 夕季ちとせ・水原みその（8月25日、アリスJAPAN）
- オイルまみれの爆乳で挟む極抜きエステサロン（9月12日、BALTAN）
- あなたの街の爆乳女子 某百貨店の爆乳美容部員さんのムッチリパイパンマ●コに中出し 水原みその（9月12日、ムチムッチ）
- 「これ本当に研修ですか！？」巨乳エステティシャンだらけの職場（エステ店）で男はボク1人！ 巨乳の悩みでもある肩こりマッサージで先輩女子を堂々とお触り！ 夕美しおん 弥生みづき 乙アリス 水原みその（9月19日、OPPAI）
- 噂のアイドル女子校生はムッチムチ肉感爆乳でおじさんを誘惑する小悪魔痴女 水原みその（10月3日、デジタルアート）
- ボイングラマー Jカップ 水原みその（10月24日、ゲインコーポレーション）
- 性欲丸出し！！ガチメス悶絶ヘルパーに止まらないチンビン 水原みその（11月14日、椿鳳院）
- おっぱいで癒される！至れり尽くせり爆乳美少女メイドリフレ館 弓乃りむ・水原みその（11月14日、unfinished）
- 悪徳エロ医師盗撮 「あっ…そんなに…そんなに…触らないで下さい…」制服美少女わいせつ産婦人科診察 水原みその（11月21日、カルマ）
- おっパブメンエスデリヘルソープフルコンプ超肉感逆3P発射無制限密着圧迫サンドイッチ痴女風俗フルコース（12月5日、ULTIMA）
- いちゃラブ宅飲み濃厚べろちゅう密着せっくちゅ 水原みそのが彼女になった日（12月5日、桃太郎）
- 爆乳の姪をうちで預かることになったが、おっぱい好きの俺は我慢できる自信がない 水原みその（12月12日、けーぱい）
- むにゅむにゅデカパイとムチムチ肉感ボディに挟まれながら何度もイカされるW密着ミルキーソープ 笹原うらら 水原みその（12月12日、エムズビデオグループ）
- Jcup爆乳女子●生セフレと放課後即ハメ 包容力溢れる母性に骨抜き愛情たっぷり甘々中出しSEX（12月19日、ABC/妄想族）

- おま●この形状まるわかり! 薄いパンツの上からマン汁ぬるぬる透けオナニー 13（11月19日、かぐや姫Pt/妄想族）
- カメラの前でおしっこする女 5（11月26日、グローリークエスト）

- オナサポ!! 女子○生 着衣で全裸で挑発的ダンス 12（2月18日、かぐや姫Pt/妄想族）
- セクハラママさんバレー! 12 ハイレグブルマ姿の人妻10人が挑む過酷なエロトレーニング（3月25日、かぐや姫Pt/妄想族）

### アダルトVR
- 【VR】水原みその おっぱいガン見！パイズリ！揉み尽くし！ 純白爆乳大満喫VR 騎乗位で中出しその後は…顔ガン見手コキで最高の射精に導いてあげる！（10月19日、CRYSTAL映像）
- 【VR】初心な20歳ムチムチHcupすごいカラダの超接近するオッパイ＆アナルと下乳を見上げながらGスポ責めまくり指マンと超・覆いかぶさり正常位とデカ尻を突きまくるバックと超・覆いかぶさり騎乗位とオッパイ頬張り対面座位【生中出し】（10月29日、アリスJAPAN）
- 【VR】出張ぬるぬる超乳ランジェリーエロメイドが天井特化で僕の下半身もご奉仕しまくり！！ みその（11月2日、unfinished）
- 【VR】【水原みそのVR解禁作】遠距離恋愛中の陽気な関西弁彼女は色白Jカップ パイ揉み！顔挟み！乳吸い！3ヶ月ぶりの爆乳を楽しんだ大阪の夜（11月15日、E-BODY）

- 【VR】下着メーカー商品開発部ヤリマン課wに中途で就職したら男性社員はボク一人。超爆乳先輩女子社員達が下着のモニターと称して初心なボクを挑発しまくって勃起したチンチンを肉食性獣モンスターバリに怪しい薬も飲ませて何度も何度も… 佐知子・水原みその・小梅えな（3月17日、unfinished）
- 【VR】「先生、どっちが好きなの？」 僕（教師）のことは全肯定してくれる二股中のムチムチ巨乳女子生徒2人に奪い合いされて密着挟み込みサンドイッチ逆3P中出し 姫咲はな 水原みその（3月17日、本中）
- 【VR】ひとりぼっちでいたら、はだかんぼの美人お姉さんに声をかけられ【水中で】こっそりエッチなイタズラをされた。～おかあさんと来た温泉での思い出～（3月24日、SODクリエイト）
- 【VR】最高肉感の神超えセフレちゃんと 朝からず～っと生ハメ放題（4月2日、ケイ・エム・プロデュース）
- 【VR】【夢の新風俗】温泉街で噂の...巨乳おっパブ嬢が極上サービスしてくれる露天風呂2（4月21日、SODクリエイト）
- 【VR】僕んちの温泉宿に巨乳AV女優の水原みそのと彼女の爆乳友達4人がご宿泊！？大ファンの僕は我慢出来ずに入浴中の裸を覗いていたらバレてしまい...5人のボイン女子大生とまさかの連続生中出しSP（5月20日、DANDY）
- 【VR】確信犯な誘惑魔おっぱい 会社の飲み会後、上司の家に連れていかれ… 手の平で転がされるフェロモン攻撃に不覚にも勃起してしまったボク（5月28日、ケイ・エム・プロデュース）
- 【VR】Jカップ×Mカップ 超乳サンドイッチ逆3P 肉ズリ風俗W車輪SP 水原みその 吉根ゆりあ（6月5日、E-BODY）
- 【VR】家庭教師を頼まれ10年ぶりに会った親戚は…Hcup＆Jcupの痴女っ子Wボイン双子姉妹！ 童顔だけど早熟な肉体…勉強そっちのけでエッチ三昧！？ ローションだっくだく前後左右から爆乳サンドイッチ逆3P 高橋りほ 水原みその（6月10日、ケイ・エム・プロデュース）
- 【VR】地味なJ○が超絶倫！！ホテルに入るなり即ハメを求められ射精しても帰してもらえない搾り取られパパ活！「中に出してもいいんですよ」むっちり巨乳メガネ娘に3発も中出しさせられた（6月24日、ナチュラルハイ）
- 【VR】隣に住む全裸おっぱいお姉さんの無自覚誘惑VR 他とは違うこだわりポイント！（1）おっぱいが襲い掛かるような爆乳天井特化（2）爆乳のハリ弾力がより伝わるハイパー照明（3）覗き目線完全再現！独自エロ視点（7月1日、ワンズファクトリー）
- 【VR】爆乳Jカップを駆使した肉感密着プレイとドスケベ淫語で脳イキ限界射精！金玉カラカラやみつきオナサポVR（7月13日、MONDELDE）
- 【VR】小さい頃からボクが揉みすぎたのか妹2人のおっぱい発育が止まらない Gカップ＆Jカップ約10年間揉み続けた妹達のおっぱいぱい 水原みその 星宮ゆのん（8月3日、ワンズファクトリー）
- 【VR】中出し懇願！ 異世界エルフ 爆乳密着生ナマ出し濃厚オイルマッサージ（9月7日、Cosmo Planets）
- 【VR】巨乳姉妹のおっぱいサンドイッチ誘惑VR（9月16日、ワンズファクトリー）
- 【VR】VRでも危険日直撃！！子作りできるソープランドVR 水原みその（11月23日、Mr.michiru）
- 【VR】超嫌いな爆乳先生のマ○コがドストライクすぎて…セクハラ女教師の亀頭責めに耐えたものの、杭打ちSEXで悔しいけど5回も中出しした僕（12月9日、ナチュラルハイ）

- 【VR】最高の愛人といいなり温泉不倫旅行 みその （Jカップ） 水原みその（1月5日、SODクリエイト）
- 【VR】【絶倫専用！時間無制限！発射無制限！】101センチJcupの肉感美爆乳で人気No.1のS級泡姫が完全ご奉仕フルコース！神テクでザーメン一滴残らず搾取する【手コキ・口内射精・尻コキ・足コキ・挟射・中出し4発・顔射】全てで射精を誘う究極ソープ 水原みその（4月25日、コアラ）
- 【VR】シン・究極黒世界【超肉感神乳特化】貴方はただ寝てるだけ！！私の大きなおっぱいで上からとことん気持ちよくしてあげるね 超接近超密着むっちりモフモフVR 水原みその（5月18日、肉キュンパラダイス）
- 【VR】「私のJcupおっぱい嫌いになっちゃった…？」ボクのことが大好きすぎて勘違い？童顔爆乳なスケベ妻に精子をヌかれ続ける（悪？）夢のような結婚性活 水原みその（7月12日、P-BOX）
- 【VR】VR兔之御宿 登山中に迷い込んだのは、なんと常に発情した兔人族のハーレム兔御殿だった！エッチなうさぎの極上接待を受けて、身も心も極楽浄土へ？！！！究極ハーレムプレイ！（7月31日、SODクリエイト）
- 【VR】肉感美人の爆乳J-cupヤリマンエステティシャンは男性客の辛抱たまらん顔が大好物 水原みその（9月20日、P-BOX）
- 【VR】【8K VR】密着する程狭いレンタルルームで若く瑞々しい姉妹の巨乳を堪能し小遣い目当ての姉妹丼ぶりセックス 弓乃りむ・水原みその（10月17日、unfinished）
- 【VR】ボクに優しい豊満ツイン爆乳パイパンでムチムチの肉感MAXボディに埋もれながら何度も抜かれまくった性春。（11月6日、ケイ・エム・プロデュース）
- 【VR】「そんなに好きなんですか？」甘い誘惑と「ぷにふわおっぱい」に何度も ハマる 脅威的な肉体 水原みその（11月10日、ケイ・エム・プロデュース）
- 【VR】モリマン！食い込み！オナニーガン見VR！ ハイレグ美女の食い込みオナニーをこだわりアングルでじっくり観察（11月29日、P-BOX）
- 【VR】【タッチ禁止！本番NG】【肉感Hcup】美爆乳の激カワエステ嬢が【媚薬ガンギマリで淫乱豹変！絶頂イキ連発！】欲望全開で肉棒生ハメしちゃう覚醒したムッチリ嬢に【口内射精・中出し3発射】お店に内緒でキメパコ中出しSEX 水原みその（12月1日、コアラ）
- 【VR】格安宿で旅行ハイの巨乳バックパッカーとまさかの相部屋！ほろ酔い激ヤバテンションで朝まで襲われるオールナイトおっぱい逆3P 水原みその、胡桃さくら（12月18日、kawaii）

### イメージDVD / BD
◎はBD版発売作品。
- アトリエミソノ/水原みその（2022年7月23日、INTEC Inc）

## 書籍

### 写真集
- 水原みその写真集 『WXY』（2022年8月、ジーウォーク、撮影：alarm）ISBN 978-4-86717-449-4